# Norman Wisdom
Sir Norman Joseph Wisdom, (Marylebone, London, Nagy-Britannia, 1915. február 4. – 2010. október 4.) BAFTA-díjas angol komikus, filmszínész, énekes, dalszerző. brit birodalmi érdemrend kitüntetettje. Legismertebb szerepe az 1953 és 1966 között sorozatban készült filmkomédiákban az ügyefogyott Norman Pitkin.
Ezek a filmek 1955 és 1966 között többet jövedelmeztek, mint a James Bond filmsorozat darabjai.
Ezek a filmek ismertté és népszerűvé tették Norman Wisdomot olyan helyeken is, mint Dél-Amerika vagy Irán. Norman Wisdom népszerű volt a volt szocialista kelet-európai országokban is, és különösen Albániában, ahol a nyugati országok filmjei közül kizárólag Norman Wisdom filmjeit játszhatták, Enver Hoxha engedélyével.
Wisdom a későbbiekben drámai szerepekben is megmutatkozott, amikor a Broadway színházaiban játszott, és olyan televíziós munkákban vett részt, mint a Going Gently (1981), amiben egy rákban haldokló beteget alakított – erről számos kritikus elismerően írt.
Turnézott Ausztráliában és Dél-Afrikában.
Az 1986-os Csernobili atomerőmű-baleset után egy haldoklókkal foglalkozó alapítvány tiszteletből az ő nevét vette fel.
1995-ben megkapta a „Freedom of the City” címet London és Tirana városától.
Ugyanabban az évben kapta meg a A Brit Birodalom Rendje tiszti fokozatát (angol rövidítése: OBE).
Norman Wisdomot 2000-ben lovaggá ütötték. A későbbiekben a Man-szigeten élt, az aktív szerepléstől 90 éves korában vonult vissza, amikor egészségi állapota leromlott.

## Korai évek
Norman Joseph Wisdom London Marylebone kerületében született. Apja, Frederick teherautósofőr volt, anyja, Maud Targett, ruhakészítő, aki gyakran dolgozott a londoni West End színházai számára. A pár Marylebone-ban kötött házasságot 1912. július 15-én Wisdomnak volt egy bátyja, Frederick Thomas "Fred" Wisdom (1912. december 13. – 1971. július 1.). A család a Fernhead Road 91-ben lakott (London W9), ahol egy szobában aludtak.
Norman Paddingtonban nőtt fel, nagy szegénységben. Amikor apja ivott, agresszívvé vált, és Normant gyakran megverte. Kilencéves korában anyjuk elhagyta a családot, apjuk pedig a munkája miatt néha hetekre eltűnt. A fiúk magukra maradtak, gyakran loptak élelmiszert, hogy életben maradjanak, mezítláb jártak iskolába. Amikor nevelőszülőkhöz kerültek, Norman és Fred bérmunkát vállalt, hogy a nevelőszülőknek fizetni tudjanak. Deal településen nőttek fel (Kent megye).
Nevelőszülőknél való elhelyezése után 11 éves korában megszökött, és kifutófiú lett egy zöldségesnél. 13 éves korában abbahagyta az iskolát.
1929-ben, 14 évesen gyalog Londonból Cardiffba ment (a távolság légvonalban 210 km), mert bányász akart lenni, de mivel ez nem sikerült, a kereskedelmi flottánál hajósinas lett egy gőzhajón, ami Argentínába ment. A legénység megtanította bokszolni, és amikor Buenos Airesbe értek, egy pénzdíjas fogadáson benevezték Normant (aki mindössze 31 kg súlyú volt) egy nála jóval nagyobb és idősebb ellenfél ellen. Norman megnyerte a mérkőzést, de a pénzt a legénység költötte el.

## Házasság, család
Wisdom kétszer nősült. Első felesége Doreen Brett volt, akivel 1941-ben házasodtak össze, egy fiuk született, Michael (1945). A házasság 1946-ban ért véget. Második felesége Freda Isobel Simpson volt, egy táncos, akivel 1947-ben keltek egybe; két gyermekük volt, Nicholas (1953) és Jacqueline (1954). A pár 1969-ben vált el. Felesége egy másik férfiért hagyta el. A gyermekek Wisdomnál maradtak. Felesége, Freda Wisdom Brightonban halt meg, 1992-ben.

## Sportszeretet
Wisdom egész életében a Brighton and Hove Albion F.C. labdarúgócsapat rajongója, később irányító testületének tagja is volt, de kedvelte az Everton F.C.-t és a Newcastle United F.C.-t is. Egy interjúban (1974) azt mondta, hogy támogatja a Merseyside club-ot. Kedvelte a golfot, tagja volt a „Grand Order of Water Rats” klubnak.

## Lakhelye
Népszerű ember volt a Man-szigeten, ahol 27 évig élt egy házban Andreas községben. A házat Ballalough-nak nevezték (manx nyelven jelentése „egy hely a tónál”, de többek szerint a név az angol „belly laugh” elferdített változata – a. m. „tele szájjal nevetni”). Tiszteletbeli tagja volt a Winkle Clubnak, ami egy ismert jótékonysági szervezet a kelet-sussexi Hastingsben.

## Autói
Szerette a motorokat és az autókat, volt egy 1987-es Rolls-Royce Silver Spirit és egy Jaguar S-Type a birtokában. Ezen kívül nagy rajongója volt az Egyesült Királyság ikonjának számító Miniknek – és volt is a birtokában egy 1965-ös Austin Mini Cooper S. 2005-ben nem hosszabbították meg a jogosítványát, mert romló egészsége miatt nem felelt meg a teszteken, ezért autóit az év szeptemberében eladta.
2005-ben elvállalta egy manx-i lányegyüttes, a Twisted Angels videóklipjében való főszerepet (a szám címe: „LA”), mert ez a helyi „Project 21” jótékonysági szervezetet támogatta.

## Bírósági ügyek
Az 1960-as évek során egy bírósági ügye volt (Wisdom v Chamberlain), amiben azzal vádolták, hogy nem fizetett adót ezüstrudak eladása után, amiket korábban azért vásárolt, mert az angol font elértéktelenedésétől tartott. Állítása szerint ez befektetés volt, a bíróság szerint azonban üzleti vállalkozás, ami után jövedelemadót kell fizetni.

## A hadseregben
Norman első alkalommal Lancasterben próbálkozott jelentkezni a hadseregbe, de anyja jelezte a toborzóirodán, hogy a fiú még nem érte el a szükséges életkort, ezért törölték a listából.
Később dobosnak jelentkezett a „10th Royal Hussars”-nál a brit hadseregbe, és 1930-ban Lakhnauba helyezték (Brit India). Itt folytatta iskolai tanulmányait és sikeresen le is vizsgázott. Lovagolt, bokszolt, a brit hadseregben „légsúlyban” bokszbajnok is volt.
A hadsereg zenekarával sokszor felléptek, és hogy ne legyen unalmas a játék, a zenekar tagjai hangszert cseréltek egymással. Norman megtanult trombitán és klarinéton játszani, több más hangszer mellett.
Egy alkalommal, amikor a hadseregben egy gyakorlat során a bokszolást imitálták, Norman rájött, hogy tehetsége van mások megnevettetésére. Ezután kezdett el dolgozni azon, hogy zenész és színpadi előadó legyen.
A hadsereget otthagyva megtanult autót vezetni, önálló taxisofőr lett, és mivel a hadseregben töltött idő alatt fejlődött a kiejtése, éjszakai telefonos szolgálatot is vállalt.

### A második világháborúban
A második világháború kitörésekor Normant egy kommunikációs központba vezényelték Londonba, egy parancsnoki bunkerba, ahol az volt a feladata, hogy telefonon biztosítsa a kapcsolatot a hadsereg különböző vezetői és a miniszterelnök között.
Több alkalommal találkozott Winston Churchill-lel; egyszer azonban megfenyítették, mert bizalmasan Winnie-nek szólította.
Majd a híradósokhoz került (Cheltenham, Gloucestershire), ahol hasonló feladatokat kapott.
Egyszer, amikor egy jótékonysági koncerten fellépett a cheltenham-i városcsarnokban, Rex Harrison színész odament hozzá a színpad mögött, és biztatta, hogy lépjen szórakoztatási pályára.

## Szakmai karrier

### Színház
Amikor 1946-ban leszerelt a brit hadseregtől, mint profi előadóművész mutatkozott be 31 éves korában. Abban a korban hihetetlen gyorsan elismertté vált. Születése évszámának sokáig 1925-öt adta meg, vagyis fiatalította magát.
David Nixon bűvésszel párban léptek fel, ahol Norman volt „a komoly figura”. Ekkor már a később szinte „védjegyévé” vált ruházatban jelent meg: gyapjúszövet, lapos, kiskockás sapka (felhajtott napellenzővel, ferdén viselve); legalább két számmal kisebb, szűk öltöny; gyűrött gallér és nyakkendő. Az öltözéket „Gump” névvel illették.
A londoni West End színházakban két éven belül főszerepet játszott, ugyanabban az évben bemutatkozott a tévében és mindenhol hatalmas nézőközönsége volt.
Charlie Chaplin „kedvenc bohócom”-nak nevezte.

### Film

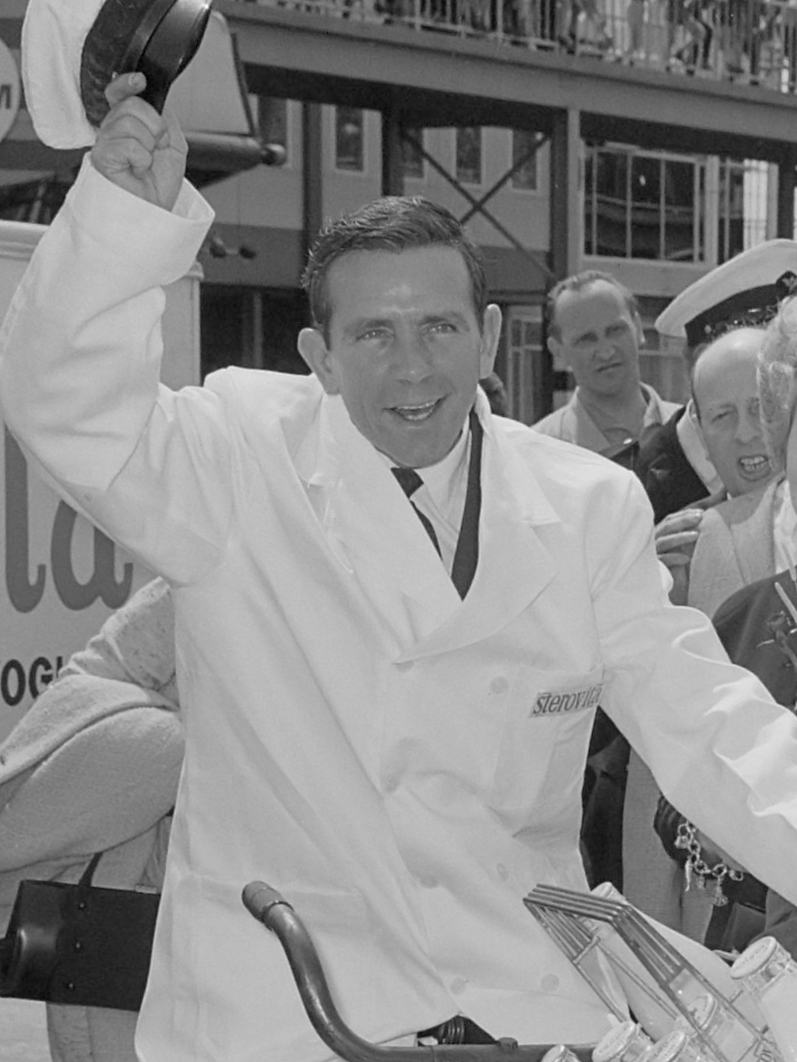
Wisdom 1965-ben

A Rank Organisation produkciójában számos alacsony költségvetésű filmkomédia készült, közöttük az első a Botrány az áruházban volt, 1953-ban. A film miatt BAFTA-díjat kapott „a legígéretesebb filmes kezdő 1954-ben” kategóriában.
A filmek szerény, de ugyanakkor derűs stílusa George Formby egy generációval korábban készített filmjeihez tették hasonlóvá.
A filmek népszerűek voltak a hazai közönség körében, Nagy-Britannia filmjei között anyagilag rendkívül sikeresnek számítottak, és külföldön is jelentős bevételt termeltek. Ez segített a Rank-nek, hogy talpon maradjon olyan időszakban, amikor nagyobb költségvetésű filmjei nem hozták a várt bevételt.
A filmekben többnyire Norman Pitkin esetlen figurája a rá bízott tevékenységben ügyetlennek vagy szerencsétlennek bizonyul. Általában szigorú főnöke beosztottja volt. A főnököt (Mr Grimsdale) Edward Chapman vagy Jerry Desmonde alakította. A poénok a helyzetkomikumokból adódtak, amikhez nagyban hozzájárult Norman fizikai ügyessége és a pontos időzítés. A sorozat több filmjében jelen van egy romantikus mellékszál, amiben Norman félénken viselkedik, de végül elnyeri a hölgy szívét.
Az 1960-as évek közepén a színes film bevezetése ellenére Wisdom népszerűsége csökkenni kezdett. Ehhez hozzájárultak az olyan melléfogások, mint például az, hogy a Press for Time (1966) című filmben az 50 éves színész az angol miniszterelnök unokáját játszotta. Wisdom életkorát sokáig pontatlanul közölték.

### Későbbi karrier
1966-ban az Amerikai Egyesült Államokba ment, hogy a Broadway-n játsszon egy zenés komédiában, a Walking Happy című darabban. Teljesítménye miatt „Tony Award”-díjra jelölték.
1976. december 31-én a BBC-1 A Jubilee of Music című műsorában, amivel II. Erzsébet brit királynő közelgő 50 éves évfordulóját köszöntötték, előadta a Don't Laugh At Me (Cause I'm a Fool) című saját szerzeményét.
A királynő jelenlétében több alkalommal fellépett, első alkalommal 1952-ben.
Amerikában egy film készült vele, a The Night They Raided Minsky's. Fellépett az Ed Sullivan Show-ban is, majd második feleségétől való válása miatt visszatért Angliába.
Későbbi karrierjét televíziós műsorok jelentették, illetve sikeres világ körüli turnéja.
1981-ben a Going Gently című televíziós drámában nyújtott alakításáért, melyben egy rákban haldoklót játszik, kritikai elismerést kapott (rendező: Stephen Frears). 1987. február 11-én ő volt a témája a Thames Television aktuális This Is Your Life („Ez az életed”) műsorának (második alkalommal).
Az 1990-es években újból reflektorfénybe került, egy fiatal komikus, Lee Evans segítségével. Evans játékát többször hasonlították Wisdom munkájához. Evans meglepődött ezen: 
„Gyerekkoromban sokszor láttam a filmjeit. Azt hiszem, teljesen más dolgot csinálunk”.
A 2000-es évektől kezdve újabb népszerűségi hullám jött létre, amikor elkezdték kiadni a klasszikus Rank-filmjeit DVD-n és ezeket a tévében is játszották. Ennek lökést adott, amikor lovaggá ütötték, illetve amikor a neve megjelent a jelöltek listáján 2000-ben. A ceremónia alatt, amikor már lovaggá ütötték és elvonult a királynő előtt, szándékosan megbotlott, amin a királynő mosolygott.
1995 és 2004 között a BBC hosszú ideje futó sorozatában, a Last of the Summer Wine-ban egy Billy Ingleton nevű figurát alakított. Bár ezt eredetileg csak egyszeri megjelenésnek szánták, a jelenléte annyira megnövelte a nézőszámot, hogy később több alkalommal is visszatért.
1996-ban megkapta a Londoni Filmkritikusok „különleges díját” („Special Achievement Award”).
Vendége volt a This Is Your Life műsornak 2000-ben, ami Todd Carty színész-rendezőről szólt.
Megjelent a 2002-es Anglia-Albánia világbajnoki labdarúgó-torna selejtezőjén, amit a St James' Parkban játszottak (Newcastle upon Tyne), ahol büntetőt kapott.
2002-ben mellékszereplőként az inast játszotta az Alone in the Dark c. filmben. A film csak 2008-ban jelent meg, Evil Calls: The Raven címmel. 2004-ben egy kameoszerepben jelent meg, a Coronation Street c. filmben, amelyben egy nyugdíjas fitnesz-fanatikust játszott Ernie Crabbe szerepében. 2007-ben egy rövidfilmben játszott, az Expresso-ban.

### Népszerűsége Albániában
Norman Wisdom kultikus figura volt Albániában, ahol egyike volt annak a kevés számú nyugati színésznek, akinek filmjeit bemutatták az országban Enver Hoxha kommunista diktatúrája alatt. „Mr Pitkin” néven ismerték, mivel ennek szerepében látták. 1995-ben meglátogatta az országot, ahol nagyon sokan ismerték a filmjeiből, és meglepetésére még az akkori elnök, Sali Berisha is a rajongója volt. Az utazás alatt dokumentumfilmet készítettek egy gyermekeket segítő projektről, amit a nagy-britanniai ChildHope támogatott. A 2001-es látogatásának idején Tiranában játszott az angol válogatott és az albán válogatott labdarúgómérkőzést. Jelenléte az edzés közben még David Beckham hatását is elhalványította.
Megjelent a mérkőzés megkezdése előtt, labdarúgómezbe öltözve, aminek trikója félig albán, félig angol színű volt. A közönség lelkesen fogadta jelenlétét, különösen akkor, amikor a kezdőpont felé haladva szándékosan megbotlott.
Saját könyvén és a One Hit Wonderland tévésorozatában Tony Hawks együtt dolgozott Wisdommal és Sir Tim Rice-szal. Közösen készítettek egy kislemezt, Big In Albania címmel, ami az albán „Top Albania Radio” slágerlistán a 18. helyet szerezte meg.

### Dalszerzés
Bár Norman Wisdom színpadi alakításai rendszerint zenei betéteket is tartalmaztak, a daloknak ritkán volt ő maga a szerzője. Mindössze hét dalt írt az ASCAP adatbázis szerint:
- Beware,
- Don't Laugh at Me (Cause I'm a Fool),
- Falling in Love,
- Follow a Star,
- I Love You,
- Please Opportunity,
- Up in the World.

Halála után az angol nyelvű Wikipédia ellenőrizetlen állítása szerint ő volt a szerzője egy dalnak, ami a második világháború idején népszerű volt: (There'll Be Bluebirds Over) The White Cliffs of Dover. Ennek azonban Walter Kent és Nat Burton a szerzője. A téves állítást három brit lap is átvette: a The Guardian, a The Independent, és a The Daily Mirror. Később mindhárom újság visszavonta az állítást, a The Guardian elnézést kért, a The Independent és a The Daily Mirror külön megjegyzés nélkül módosították a szöveget a honlapjukon.[forrás?]. A The Guardian visszavonta azt az állítást is, hogy Oscar-díjra jelölték volna a The Night They Raided Minsky's c. film miatt, a The Daily Mirror viszont fenntartja ezt a „10 dolog, amit érdemes tudnod...” listáján.

## Nyugdíjba vonulása
Norman Wisdom a nyugdíjba vonulási szándékát a 90. születésnapján jelentette be (2005. február 4-én). Elmondta, hogy szeretne több időt tölteni a családjával, szeretne golfozni és a Man-szigetet, ahol él, körbeautózni.
Ennek ellenére 2007-ben elvállalta a Kevin Powis rendezésében készülő Expresso című filmben való közreműködést. A film kapcsán Wisdom később kijelentette, hogy ez volt az utolsó film, amiben szerepelt. A film egy kávéház egyetlen napját mutatja be. A filmet januárban vették fel, és 2007. május 27-én mutatták be a Cannes-i Filmfesztiválon. A filmben Wisdom egy anglikán lelkészt játszik, akit egy légy bosszant a kávéházban. Nigel Martin Davey producer csak néma szerepet szánt Wisdomnak, hogy ne kelljen a szöveg megjegyzésével bajlódnia, ő azonban kissé megváltoztatta a szerepet, hogy több vidámságot érjen el.

### Egészségének leromlása
Mivel szívritmuszavar gyötörte, 2006 közepén helikopterrel egy liverpooli kórházba szállították, ahol néhány napon belül megműtötték és szívritmus-szabályzóval szerelték fel.
A Daily Mail csoport kiadványai és az Isle of Man Newspapers azt közölte, hogy 2007. július 12. óta egy öregek otthonában él Abbotswoodban.
Az Expresso DVD-kiadásakor a BBC News megerősítette, hogy egy gondozóházban ápolásra szorul, mivel vaszkuláris demenciában szenved. Közölték azt is, hogy gyermekeit jogilag felhatalmazta az ügyei intézésére, eladta az epsomi lakását (Surrey), továbbá eladás alatt van a Man-szigeti házának eladása, hogy a bevételből fedezni tudják a hosszabb ideig tartó kezelését.
2007. augusztus 27-én a News of the World újságíróit beengedték a szobájába, ahol egy exkluzív interjúban elmondta, hogy a memóriazavarok ellenére elégedett az állapotával és a napi rutinnal, amiket az egészsége fenntartása érdekében végez a családja és az ápolószemélyzet segítségével.
A BBC 2008. január 16-án egy dokumentumfilmet sugárzott Wonderland: The Secret Life Of Norman Wisdom Aged 92 and 3/4 címmel („A 92 és 3/4 éves Norman Wisdom titkos élete” – a cím utalás Sue Townsend: „A 13 és 3/4 éves Adrian Mole titkos élete” című regényre). A film az idős ember küzdelmét mutatja be a betegségével. A film beharangozására készített rövid beszélgetésekben a családtagok elmondták, hogy Wisdom memóriavesztése olyan jellegű, hogy a filmjeiben nem ismeri fel saját magát.

### Téves, korai halálhíre
2008. december 28-án a Sky News angol tévécsatorna bejelentette, hogy Norman Wisdom meghalt, mivel tévedésből egy már korábban rögzített búcsúbeszéd felvételét indították el. Nem sokkal később azonban, amikor kiderült, hogy más hírcsatornák nem közlik a hírt, a Sky az e-mailben érkezett kérdések hatására visszavonta a hírt.

## Halála
Halála előtt hat hónappal Wisdom több szélütést kapott, aminek következtében fizikai és mentális állapota tovább romlott.
2010. október 4-én 18:46-kor halt meg az abbotswood-i gondozóházban, Man szigeten, 95 éves korában.
Phil Day publicista ezt mondta róla: „Senki olyannal nem találkoztam a szakmában, aki ne szerette volna, beleértve a királyi házat is.”
Temetése 2010. október 22-én volt (Douglas, Man sziget), amire a sziget teljes lakosságát meghívták. Jól ismert sapkáját a koporsóra tették a templomban.

## Érdekességek
1991 szeptemberében egy francia felszólaló az Európai Unió mezőgazdasági bizottságában tett beszédében arra utalt, hogy amire most szükségük van, az „la sagesse des Normands”-t (a.m. „normann bölcsesség”), amivel derültséget váltott ki, mivel az angol fordításban ez „norman wisdom”.
Fenella Fielding megvetette Norman Wisdomot faragatlan viselkedése miatt, és azon kevesek közé tartozott, akik nyíltan ki is mondhatták ezt: „Nagyon kellemetlen ember. Azzal kezdi a napot, hogy a szoknyád alá nyúl. Nem a legjobb kezdet az aznapi filmezéshez.”

## Filmszerepei
- 1948: A Date with a Dream
- 1948–50: Wit and Wisdom, tévésorozat
- 1953: Botrány az áruházban (Trouble in Store)
- 1954: Kacagó kocogó, avagy Pitkin visszatér a moziba (One Good Turn) (1954)
- 1955: As Long as They’re Happy (kámeo)
- 1955: A pillanat embere (Man of the Moment)
- 1956: Up in the World
- 1957: Just My Luck
- 1958: Én és a tábornok (The Square Peg)
- 1959: Ellopták a hangomat (Follow a Star)
- 1960: There Was a Crooked Man
- 1960: Matróz a rakétában (The Bulldog Breed)
- 1962: Én és a gengszter (On the Beat)
- 1962: The Girl on the Boat
- 1963: Ne hagyd magad, Pitkin! (A Stitch in Time)
- 1965: Pitkin és a tejhatalmúak (The Early Bird)
- 1966: The Sandwich Man
- 1966: Riporterek gyöngye (Press for Time)
- 1967: Androcles and the Lion (tévéfilm)
- 1968: Razzia Minsky bárjában (The Night They Raided Minsky’s)
- 1969: What’s Good for the Goose
- 1970: Norman (tévéfilm)
- 1970: Music Hall (tévéfilm)
- 1973: Nobody Is Norman Wisdom (tévéfilm)
- 1974: A Little Bit of Wisdom (tévéfilm)
- 1981: BBC Playhouse: „Going Gently” (tévéfilm)
- 1983: BBC Bergerac: „Almost Like a Holiday” (tévéfilm)
- 1988: The 1950s: Music, Memories & Milestones (tévéfilm)
- 1992: Double X: The Name of the Game (Double X, Run Rabbit Run)
- 1995–2004: Last of the Summer Wine
- 1998: Where on Earth Is ... Katy Manning (tévéfilm)
- 1998: Casualty (tévésorozat), „She Loved the Rain” epizód
- 2001: Junfans Attic
- 2002: Dalziel and Pascoe (tévésorozat), „Mens Sana” epizód
- 2004: Coronation Street (tévéfilm)
- 2004: Minden napra egy varázslat! (Five Children and It), szerep: Nesbitt
- 2004: Last of the Summer Wine (tévésorozat), „Variations on a Theme of the Widow Winstanley” epizód
- 2007: Expresso (2007)[67]
- 2008: Evil Calls: The Raven (felvéve 2007 előtt, megjelent 2008-ban)
- 2008: Wonderland: The Secret Life Of Norman Wisdom Aged 92 and 3/4 (tévéfilm) (utolsó megjelenése)

## Hangfelvételek
- I Would Like to Put on Record
- Jingle Jangle
- The Very Best of Norman Wisdom
- Androcles and the Lion
- Where's Charley?
- Wisdom of a Fool
- Nobody's Fool
- Follow a Star
- 1957 Original Chart Hits
- Follow a Star/Give Me a Night in June
- Happy Ending/The Wisdom Of A Fool
- Big in Albania – One Hit Wonderland

## Könyvek
- Lucky Little Devil: Norman Wisdom on the Island He's Made His Home (2004)
- Norman Wisdom, William Hall. My Turn. Arrow Books (2003). ISBN 978-0099446767
- Don't Laugh At Me, Cos I'm a Fool (1992) (két kötetes önéletrajz)
- Trouble in Store (1991)

## Fordítás
Ez a szócikk részben vagy egészben  a   Norman Wisdom című angol Wikipédia-szócikk fordításán alapul.  Az eredeti cikk szerkesztőit annak laptörténete sorolja fel. Ez a jelzés csupán a megfogalmazás eredetét és a szerzői jogokat jelzi, nem szolgál a cikkben szereplő információk forrásmegjelöléseként.